# Ghetto di Riga
Il Ghetto di Riga è stato uno dei più ampi tra i ghetti nazisti della seconda guerra mondiale nei territori conquistati in seguito all'invasione tedesca dell'Unione Sovietica. Istituito il 23 ottobre 1941, servì come luogo di raccolta temporanea per i 30.000 ebrei della città, che furono quasi tutti progressivamente massacrati nei mesi successivi. Il ghetto fu parzialmente ripopolato grazie all'arrivo tra il dicembre 1941 e il febbraio 1942, di circa 16.000 ebrei dalla Germania, Austria e dal Protettorato di Boemia e Moravia. Anch'essi subiranno lo stesso destino di distruzione, fino alla liquidazione finale del ghetto nel novembre 1943.

## Storia
Fondata nel XIII secolo, Riga nel corso della sua storia fu sotto il controllo tedesco, polacco, svedese e russo. Dal 1918 al 1940 fu la capitale dell'indipendente Lettonia. Dal XVIII secolo era uno dei centri più vitali della presenza ebraica nell'Est europeo.
Nel 1935 la popolazione ebraica di Riga era di 43.672 residenti, circa la metà del numero totale di ebrei in Lettonia e l'11% della popolazione totale della città.
Nel 1940, in seguito al Patto Molotov-Ribbentrop, Riga fu annessa all'Unione Sovietica con il resto della Lettonia e divenne la capitale della Repubblica socialista sovietica lettone. 
Il 1º luglio 1941, nove giorni dopo l'inizio dell'invasione tedesca dell'Unione Sovietica, le truppe naziste giunsero a Riga. Diverse migliaia di ebrei - tra cui i soldati che prestavano servizio nell'Armata Rossa - riuscirono ad uscire dalla città, ma la maggior parte della popolazione ebraica locale, inclusi numerosi rifugiati, vi rimase intrappolata.
Assieme all'esercito tedesco giunsero elementi dell'Einsatzgruppe A, al comando del SS Brigadeführer Walther Stahlecker. Le violenze e le uccisioni cominciarono immediatamente. Migliaia di maschi ebrei furono rastrellati, imprigionati e uccisi nella vicina foresta di Bikernek. Il 4 luglio la Sinagoga grande corale di Riga, una delle più belle della regione, fu data alle fiamme. Testimonianze oculari raccontano che nell'incendio della sinagoga perirono anche numerosi ebrei che vi erano stati rinchiusi, anche se il numero delle vittime (forse 300) e le circostanze dell'eccidio restano difficili da determinare nel caos di quei giorni di pogrom che videro l'uccisione di almeno 6.000 ebrei ad opera dei nazisti e delle milizie fasciste lettoni. La sinagoga Peitav di Riga fu l'unica ad essere risparmiata dalle fiamme, a causa del rischio che l'incendio si propagasse agli edifici vicini ed è l'unica ancor oggi esistente a Riga.
Nelle settimane successive seguirono numerosi provvedimenti restrittivi della libertà degli ebrei e confische delle loro proprietà, accompagnati da ripetuti atti di intimidazione e di violenza. 

### Istituzione del ghetto (23 ottobre 1941)

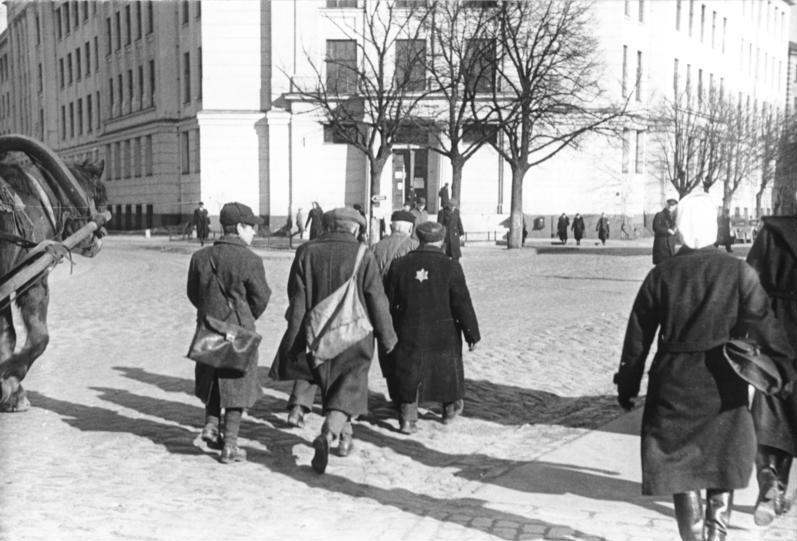
Ebrei a Riga dopo l'occupazione tedesca

L'istituzione del ghetto di Riga fu in linea con le linee guida generali sul trattamento degli ebrei, e resa necessaria dal bisogno di manodopera. I preparativi cominciarono già nel luglio 1941. All'inizio di agosto si tracciarono i confini del ghetto nel quartiere di Mosca, un sobborgo operaio a sud di Riga, la cui popolazione mista comprendeva già circa 1.700 ebrei. Il 12 agosto 1941, un "Ufficio di reinsediamento" con uno staff di 10 persone iniziò a registrare i nuovi arrivati all'interno del ghetto. Per fare loro spazio, circa 10.000 non ebrei furono costretti a lasciare l'area, mentre gli altri ebrei di Riga ricevettero la notifica che avrebbero dovuto lasciare le loro abitazioni e sistemarsi all'interno del ghetto.
Il 23 ottobre 1941 fu emanato un decreto che ordinava a tutti gli ebrei che ancora non lo avessero fatto di trasferirsi entro due giorni nel ghetto. Tutte le proprietà ebraiche al di fuori del ghetto furono confiscate. Nel momento in cui il ghetto venne sigillato, il 25 ottobre 1942, vi furono concentrati 29.602 ebrei (15.738 donne, 8.212 uomini e 5.652 bambini). Altri continuarono a giungervi dai villaggi vicini.
Una doppia recinzione di filo spinato fu eretta intorno al ghetto, guardie lettoni ne sorvegliavano il perimetro e le entrate. Il ghetto copriva un'area di soli 96.875 metri quadrati ed era estremamente congestionato, la maggior parte delle case erano fatiscenti e le condizioni igieniche e idriche erano del tutto inadeguate. Migliaia di abitanti del ghetto furono sottoposti a lavoro coatto, a sostegno delle attività belliche della Germania, inclusa la costruzione del vicino campo di concentramento di Salaspils.
Gli abitanti ricevevano 175 grammi di carne, 100 grammi di burro e 200 grammi di zucchero a persona ogni settimana. In queste dure condizioni, con pochissimo cibo e lavoro forzato, cercarono di vivere una vita normale, che includeva l'osservanza delle festività religiose ebraiche ed eventi culturali.
Un consiglio ebraico (Judenrat) fu nominato, presieduto da Michael Elyashov, con un reparto di polizia ebraica comandato da Michael Rosenthal. Il consiglio doveva far rispettare gli ordini delle autorità naziste ma si sforzò anche di migliorare le condizioni di vita nel ghetto, istituendo un ospedale, una clinica medica e una farmacia, una casa per anziani, una lavanderia, un'officina per le scarpe e una varietà di altri servizi in cui le persone disoccupate potessero essere messe al lavoro.
Per i tedeschi tuttavia il ghetto di Riga era solo una misura a breve termine. Già nell'ottobre 1941, Heinrich Himmler aveva ordinato lo sterminio degli ebrei lettoni. Il 19 novembre 1941, coloro che erano impiegati come lavoratori, furono separati dai "non-abili", spostandoli in un'area del ghetto detta "piccolo ghetto. Nelle settimane successive, il 30 novembre e l'8-9 dicembre 1941, gli abitanti del ghetto grande furono trasportati a gruppi nella foresta di Rumbula e lì uccisi. Il totale delle vittime è stimato tra le 24.000 e le 27.800 persone, incluso un trasporto di 1000 ebrei giunto in quei giorni dalla Germania e quanti furono uccisi in quei giorni nel ghetto stesso durante i rastrellamenti. Dell'originaria popolazione del ghetto rimasero solo 4.500 uomini e 300 donne.

### Il ghetto tedesco

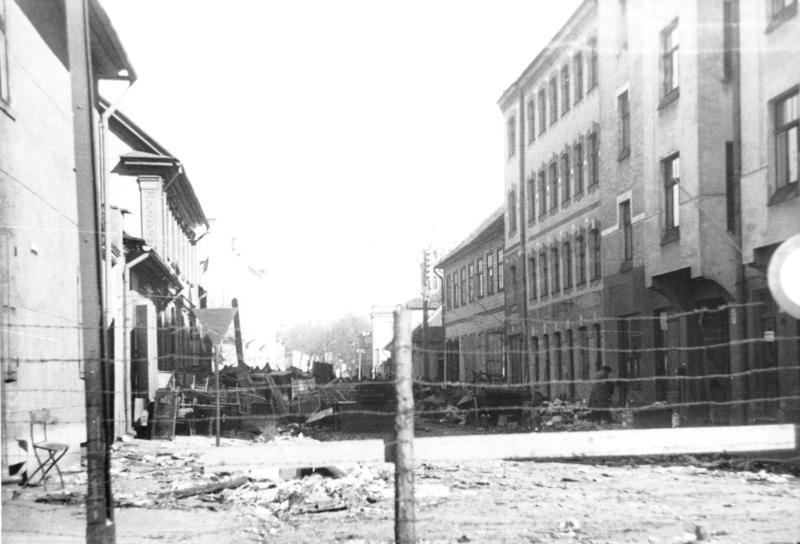
Un'immagine del ghetto nel 1942

L'area del ghetto grande non fu tuttavia abbandonata ma ripopolata con il trasferimento, tra il 13 dicembre 1941 e il febbraio 1942, di circa 16.000 ebrei dalla Germania, Austria e dal Protettorato di Boemia e Moravia, a formare quello che comincio' ad essere conosciuto come il "ghetto tedesco". Il ghetto tedesco ebbe una propria autonoma organizzazione ed almeno per qualche tempo i suoi abitanti cercarono di dare alla loro vita una parvenza di normalità. Furono create delle scuole per bambini tra i 5 e i 14 anni, e si organizzarono persino eventi culturali, concerti e spettacoli.
L'apparente normalità della vita nel ghetto tedesco non significò alcuna interruzione nei programmi di sterminio nazista. Il 16 e il 25 marzo 1942, un totale di 3800 ebrei tedeschi, in maggioranza bambini, anziani e malati, furono uccisi in quella che fu chiamata la "Dünamünde Action", con la scusa che essi sarebbero stati ricollocati in un luogo migliore. 
Nel frattempo nuovi arrivi giunsero anche nel piccolo ghetto dal ghetto di Kovno: 380 ebrei l'8 febbraio 1942, ed altri 300 il 24 ottobre.
In seguito alla scoperta il 28 ottobre 1942 di un piccolo gruppo di partigiani attivo al di fuori del ghetto, tre giorni dopo il 31 ottobre i tedeschi uccisero per rappresaglia un centinaio di ebrei del ghetto piccolo e quasi tutti i membri della polizia ebraica lettone per timore di collusione con la Resistenza. Il giorno successivo (1 novembre 1942) il ghetto piccolo fu smantellato e la sua popolazione fu unita a quella del ghetto grande, pur mantenendosi la separazione tra ebrei lettoni e ebrei tedeschi.

### La liquidazione del ghetto (2 novembre 1943)
Ogni residua illusione di salvezza per gli ultimi 11.701 ebrei che ancora popolavano il ghetto grande venne gradualmente a cadere. L'8 luglio 1943 Himmler ne ordinò la liquidazione. Nel corso dell'estate e dell'autunno del 1943 si procedette al trasferimento delle persone "abili" in piccoli gruppi nei vari campi di concentramento della regione. Il processo si concluse il 2 novembre 1943 con il trasferimento degli ultimi 5.000 residenti al campo di Kaiserwald e la deportazione ad Auschwitz degli ultimi residenti non abili, circa 1000 anziani, bambini e malati (al loro arrivo a Birkenau il 5 novembre 1943, 850 di essi furono uccisi nelle camere a gas e 150 selezionati per il lavoro coatto). Entro la fine di novembre terminò anche il lavoro delle squadre addette alla ripulitura dell'area del ghetto.
Quando le truppe sovietiche liberarono Riga il 13 ottobre 1944, vi trovarono solo circa 150 ebrei (inclusi alcuni bambini), i quali si erano salvati a livello individuale, contando sull'appoggio di amici non-ebrei.

## La memoria

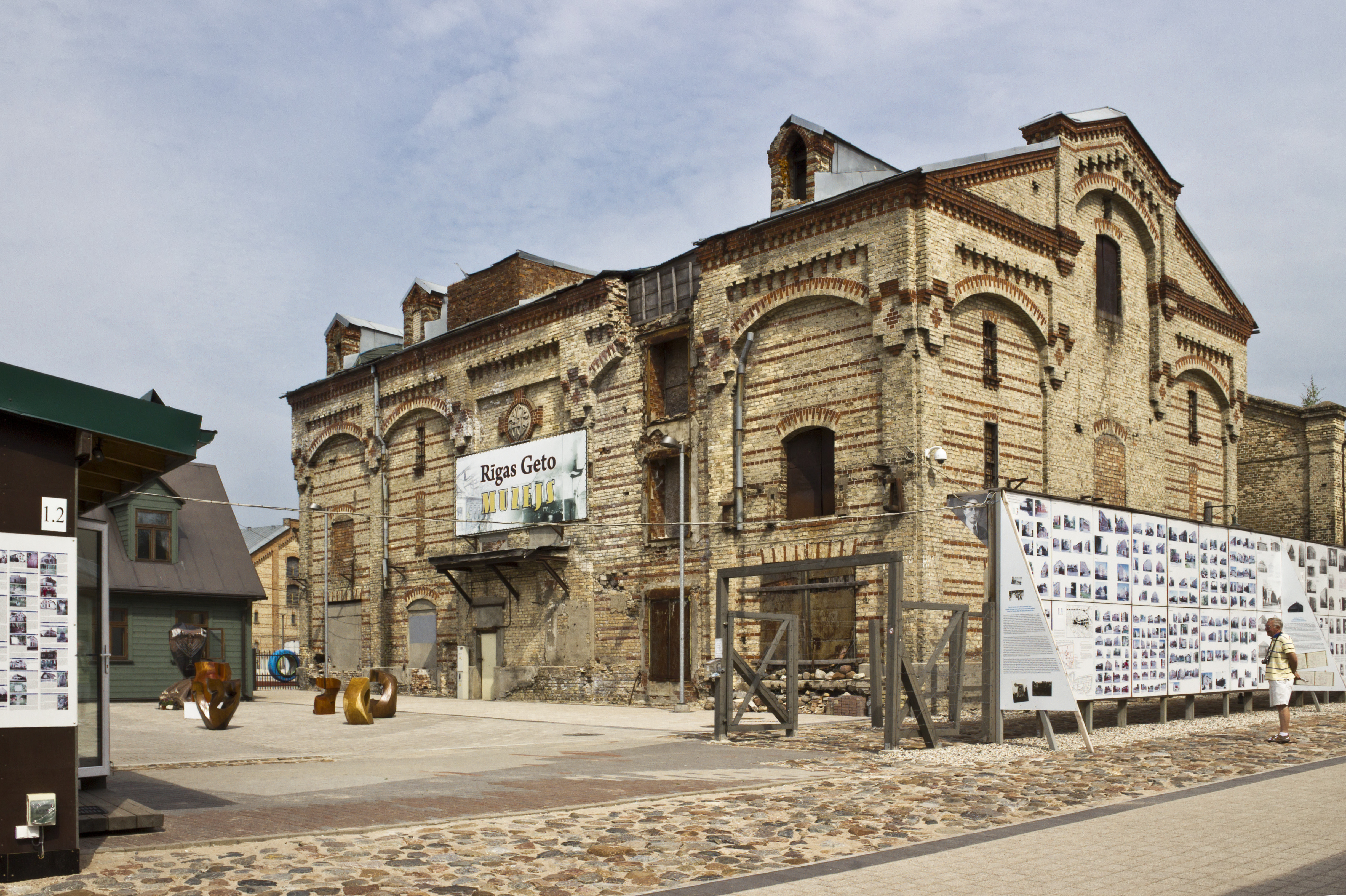
Il Museo del Ghetto di Riga

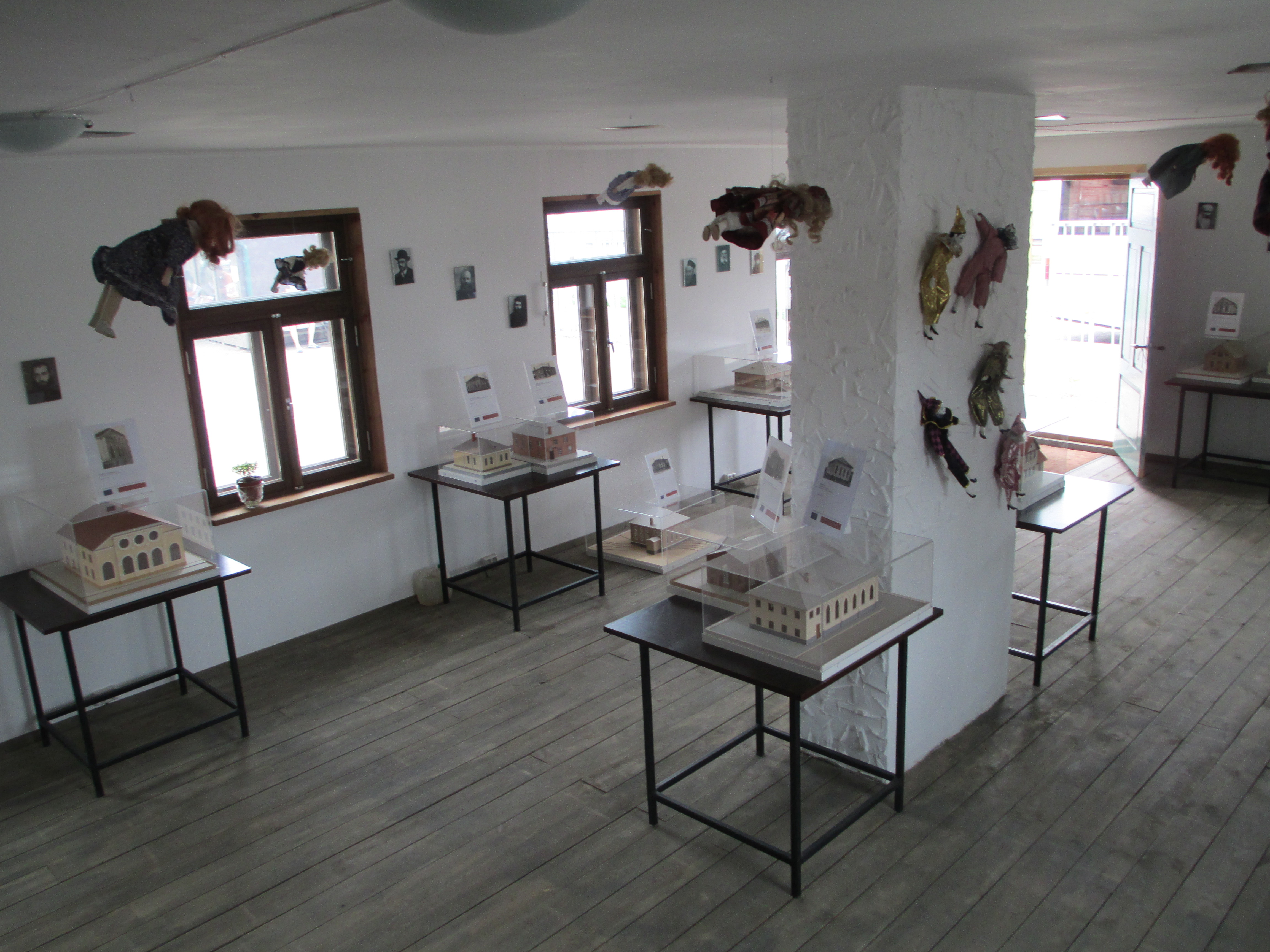
Sala espositiva del Museo

Nel dopoguerra diversi memoriali sono stati eretti a segnare i luoghi dove i residenti del ghetto di Riga furono massacrati: Rumbula nel 1962, Salaspils nel 1967, Bikernek nel 2001, e Kaiserswald nel 2005.
Un Museo del ghetto di Riga è stato aperto ai visitatori nel 2010 nell'area adiacente a quella dove sorgeva il ghetto, utilizzando alcuni edifici abbandonati simili a quelli che si trovavano nel ghetto. Offre una ricostruzione delle condizioni del ghetto e immagini, foto d'epoca, documenti a illustrare le vicende dell'Olocausto a Riga.